# Prasoł
Prasoł, prasół – w dawnej Polsce kupiec zajmujący się sprzedażą soli, mięsa. Często prasołowie organizowali się w gildie, niekiedy o dużym znaczeniu gospodarczym. Jeden z najstarszych cechów prasalskich powstał w Opocznie, a 13 września 1456 roku został on zatwierdzony przez króla. W Krakowie już w XIV wieku istniał osobny targ soli (forum salis).
Żyć z prasołki znaczyło tyle, co żyć z handlu solą.
Jedyną do dziś działająca organizacją prasołów w Polsce jest Bractwo Prasalskie w Bolesławcu w powiecie wieruszowskim.